# 雷金納德·李
雷金納德·羅賓森·李（英語：Reginald Robinson Lee，1870年5月19日—1913年8月6日），是英格蘭海員，也是英國皇家郵輪鐵達尼號瞭望員。

## 生平
1870年5月19日，李出生於牛津郡本森，同年6月19日在本森的聖海倫教堂接受洗禮，他有六個兄弟姐妹。1875年左右，李和家人搬到漢普郡。1897年，李與艾蜜莉·瑟琳娜·漢娜·希爾（Emily Selina Hannah Hill）結婚，但他們沒有孩子。曾在英國皇家海軍擔任會計助理，直到1900年2月列入退役名單。
他曾擔任奧林匹克號船員，並於1912年4月6日擔任鐵達尼號船員。4月14日22時整，李和范德瑞克·弗萊特開始在瞭望台上值班，觀察海況。這兩個人找不到應該使用的雙筒望遠鏡。純粹依賴肉眼瞭望。李後來將這個夜晚描述為「冰冷、平靜、非常清晰，有一個星光璀璨但沒有月亮的天空」，他還指證，在接近撞擊時，地平線上似乎出現薄霧。
4月15日0時整，李和弗萊特休班，由阿爾弗雷德·法蘭克·伊凡斯和喬治·阿爾弗雷德·霍格（George Alfred Hogg）接班。李先前往了C層甲板的船員起居艙，他看到生火員和加油工從他們的艙房裡拿出他們的工具包，然後李前往小艇甲板。當鐵達尼號開始下沉時，李原本受命分配到11號救生艇，後來改成13號救生艇，該救生艇於1時30分從右舷下水。他報告，15號救生艇到達水面前一刻，幾乎落在他們上面。他沒有看到鐵達尼號最後沉沒的樣子，但聽到了一些水下爆炸聲。最終，李和弗萊特一樣倖存下來。
1912年5月8日，李於美國參議院鐵達尼號沉沒調查中作證，後來回到南安普敦並繼續在海上謀生。他於1913年7月31日回到南安普敦的水手之家，但身體不適、呼吸沉重。8月5日，他的病情惡化，旁人建議他去看醫生。李於1913年8月6日被人發現死亡，臉部朝下。驗屍報告顯示他的心臟腫大，並在肺炎和胸膜炎後因心臟衰竭而死亡。享年43歲，後來埋葬在樸茨茅斯的High Road Cemetery。

## 外部連結
- . Findagrave.   [2018-07-29]. （原始内容存档于2019-01-26）.